# Антоний (Шокотов)
Епи́скоп Анто́ний (в миру Алексей Андреевич Шокотов; 10 [21] января 1800, Слободско-Украинская губерния — 13 [25] марта 1871, Кишинёв) — епископ Русской православной церкви, архиепископ Кишинёвский и Хотинский.

## Биография
Родился 10 (21) января 1800 года в г. Изюм Харьковской епархии (по другим сведениям, в с. Святогорском, или в слободе Богородичной Изюмского уезда Харьковской епархии) в семье диакона.
Первоначальное образование получил в Харьковском коллегиуме.
28 августа 1823 года окончил курс Киевской духовной академии со степенью магистра и назначен профессором математики и немецкого языка в Полтавскую духовную семинарию.
20 декабря 1825 года переведён бакалавром философских наук в Киевскую духовную академию.
30 ноября 1829 года рукоположён во священника в Киево-Подольской Константиновской церкви.
8 апреля 1831 года назначен экстраординарным профессором Киевской духовной академии.
Овдовел. 7 апреля 1834 года пострижен в монашество. Занимая должность профессора на кафедре богословских наук, в августе того же года назначен инспектором академии и членом Киевского цензурного комитета.
14 июня 1836 года возведён в сан архимандрита, а 23 июня назначен ректором Полтавской духовной семинарии.
С 23 июня 1841 года — ректор Псковской духовной семинарии и управляющий Спасо-Елеазаровским монастырём.
С 24 января 1845 года — настоятель Псково-Печерского монастыря.
2 апреля 1850 года в Казанском соборе Санкт-Петербурга хиротонисан во епископа Волгского (Вольского), викария Саратовской епархии.
Вольское викариатство было создано для борьбы со старообрядческим расколом. Прибыв в Вольск в мае 1850 года, Аанионий посетил иргизские монастыри и убедился, что старообрядчество весьма укоренилось в Саратовском крае. К своим обязанностям приступил энергично, особое внимание уделял окормлению единоверческих общин. Однако в том же году Святейший Синод признал существование Вольского викариатства нецелесообразным.
С 19 декабря 1850 года — епископ Старорусский, викарий Новгородской епархии.
27 августа 1853 года назначен епископом Оренбургским и Уфимским.
С 17 марта 1858 года — епископ Кишинёвский.
В 1860 году вызван в Санкт-Петербург для присутствия в Святейшем Синоде.
23 апреля 1861 года возведён в сан архиепископа и награждён орденом святого благоверного князя Александра Невского.
Как епархиальный деятель архиепископ Антоний особенно проявил себя в Бессарабии, где в течение 13 лет своего управления сделал много полезного для этого разноплемённого края.
При нём выстроено и возобновлено до 300 церквей, учреждено около 400 сельских школ, начато издание епархиального органа с переводом на молдавский язык для тех священно-церковнослужителей, которые не знали русского. Для них был издан на молдавском языке «Сборник статей духовно-догматического содержания».
Преосвященный Антоний заводил церковные библиотеки. По его почину открыто в Кишинёве женское епархиальное училище, на которое архиепископ Антоний жертвовал личные средства и привлекал жертвователей.
Им введены были выборные благочинные и учреждены благочиннические советы.
Скончался 13 марта 1871 года. Погребён в кафедральном соборе Кишинёва, у южной стены в Александровском приделе.

## Публикации
- Слова и речи. / Изд. А. Князева, с портретом. — СПб., 1862.
- Последнее слово архипастыря к своей пастве // Странник. — 1871. — Т. 2. Май. — С. 121—123.